# ایکس‌او-۳
ایکس‌او-۳ یک ستاره است که در صورت فلکی زرافه قرار دارد.